# Бенедиктовы
Бенедиктовы — дворянский род.
Определением Правительствующего Сената, состоявшимся 5 мая 1849 года, утверждены постановления Московского дворянского депутатского собрания от 13 апреля 1820 г., 19 сентября 1845 г. и 16 мая 1847 года, о внесении во вторую часть Дворянской родословной книги поручика Михаила Антонова Бенедиктова, сына его поручика Петра, с женою второго брака Анной Александровой и сыном Петром и дочерью от первого брака Екатериной, по личным заслугам деда последних, Михаила Антонова Бенедиктова, получившего право на дворянство с производством в 1793 году в чин подпоручика.

## Описание герба
В золотом щите с зелёной каймой чёрный орел с червлёными глазами, клювом, языком и когтями. В кайме девять поставленных дубовых листьев.
Щит увенчан дворянским коронованным шлемом. Нашлемник: взлетающий чёрный орел с червлёными глазами, клювом и языком. Намёт: справа чёрный с золотом, слева — зелёный с золотом. Девиз: «ПРАВДА И ЧЕСТЬ» чёрными буквами на золотой ленте. Герб Бенедиктова внесён в Часть 13 Общего гербовника дворянских родов Всероссийской империи, стр. 57.